# 抄袭
抄襲（英語：Plagiarism），亦稱作剽窃，根據教育部國語辭典定義，為複製他人作品以為己作，对于原著未经或基本未经修改，並掩藏其來源。
有時抄袭的認定较难以做出客觀判斷，必須經過主觀判斷，例如模仿一个故事的情节是否属抄袭就有很大争议，一些人认为故事情节属于思想范围，而“抄袭思想”并不是侵權的行为，因为法律只保護思想的表现方式，而不是思想本身。有些抄襲行為雖未達到客觀上的侵犯權利，但是在學術界或相關領域，則是嚴重的違背道德良知行為。不當的抄襲行為，可能導致學位、褒是認證的撤銷，嚴重者恐面臨法律訴訟及求償。
在電腦程式設計或網路版權領域，商業用途或經合法權利申告之著作權無庸置疑。因自由軟體運動日盛而衍生出之各種授權方式（如GPL授權)，則允許作家（如程式設計師、網頁設計師或是文字提供者）複製、修改或具商業性質的使用程式碼、函式庫、文字描述或是通用規範。這些公共使用的資源，因為權利主體較為模糊、複雜，因而時常面臨較大的剽窃爭議。例如中國百度百科對維基百科的侵權行為，百度百科享受了網路上自由作家的創作成果並且重製、散布、播送及重混。根據維基百科:百度百科對維基百科的侵權，至少有2153個條目（實際上可能數倍於此）遭到百度百科抄襲，且從未在其頁面表彰授權人姓名或以相同方式分享，卻要求其使用者應標註出处“百度百科”並在侵權頁面打上“©2025 Baidu”。
學校對於保持學術誠信有不同的要求。簡單一點的，會要求學生在提交報告時，要附有至少5個至10個參考書目。亦有學校會要求學生在遞交功課時連同一份有法律效力的聲明一同遞交。嚴格一點的，會禁止學生把同一份作業同時交給二個以上的科目。而對於違反學術誠信的學生，輕則會發警告信，重則會開除學籍。而對於違反學術誠信的教師，則有面臨撤職的風險。

## 台灣
教育部「專科以上學校學術倫理案件處理原則」第3點第1項第3款「抄襲：援用他人之申請資料、研究資料或研究成果未註明出處。註明出處不當，情節重大者，以抄襲論。」
- 李眉蓁論文門
- 蔡壁如碩士論文
- 林智堅論文抄襲案

### 香港自我抄襲案例
香港中文大學副教授關譽綱、中大教育學院前院長（現為香港教育大學校長）李子建所合寫的三篇文章，被指簡介、文獻回顧及討論等大部份段落及詞句高度重複。雖然資深學者均認為該些著作「踩鋼線踩得好誇張」及「玩緊火」，猶如「用電腦copy and paste咁」，然而香港中文大學仍以事件不涉抄襲為由，不予處分。
香港教育大學數學與資訊科技學系前教授（現為香港教育大學教學科技中心總裁）江紹祥及助理教授宋燕捷被期刊出版社揭發利用相似度超過六成的論文，自我抄襲重複在學術期刊發表，期刊出版社發現自我抄襲後即時將論文抽起不予發表。期刊出版社指兩篇論文都是相同角度的文章，題目相同，內容多處一樣，就連所用圖表都相同。經抄襲檢測軟件「維誠」檢查後確定相似度達百分之63。兩篇論文均屬香港教育大學的資助研究項目。江紹祥在回應時只承認「做漏咗」及收到學術期刊指其涉嫌違反操守，但否認自我抄襲。由於論文發表量影響大學排名，教大學者的抄襲行為被指是違反學術誠信，教大則不評論其高層及學者的抄襲行為，亦無任何處分或警告。

## 習作形式的轉變
抄襲（plagiarism）與類似原文的重述（close paraphrase）往往只有一線之隔。學術界有關抄襲的其中一個爭議，就是有一份習作，假設本應是個人習作，但若有一組學生共同撰寫，而各人同時遞交這一份習作時，這一份習作是否應該被當作抄襲處理。現時，不同學院有不同的處理方法，而各自的尺度亦有不同的寬緊。

## 自我剽竊
對於那些重複使用自己作品中重要、相同或幾乎相同的部分，卻不承認或引用原始作品的行為，有時會稱為自我剽竊（self-plagiarism）或回收詐欺（recycling fraud）。這類學術文章通常被稱為一稿多投。
當有人聲稱其出版物（例如學術或事證文檔）包含新內容時，自我剽竊被視為一個嚴重的道德問題。然而這種情況不適用於公共利益文本，如報紙和雜誌上經常發表的社會、專業和文化觀點。
因為內容的有限重複使用在法律（合理使用）和道德上都是可接受的，讓辨識自我剽竊變得很困難。
此外，如果先前作品的版權已轉讓給其他實體，則可能存在版權問題。許多人（包含著作權和智慧財產權的批評者）並不認為可以對自己剽竊，他們可能會將自我剽竊的概念作為歸謬法的論點。

## 音乐抄袭
“接触与实质性相似法”是美国法院在认定作品抄袭中使用的一个重要标准，也在多国被广泛应用。其中，接触原则是指模仿者有机会和途径接触并了解著作权人的作品，但在互联网时代，接触别人已发表的作品非常容易，因此这一原则较难运用。实质性相似的判定分为两步。第一步是针对权利人作品和被指侵权人作品的相似部分，确定相似部分是否具有独创性（主要表现在旋律上）。第二步，即是否实质性相似的判断，通常认为当被指侵权作品与权利人作品有8个小节雷同或者整首音乐伴奏中主和弦部分基本相同、属和弦有60%的相似，则构成实质性相似，即构成侵权。但是有些情况下，即使相似部分没有达到8个小节，或者在被诉侵权人的作品中所占比例不大，但是足以使听者感知来源于特定作品时，也可以被认定为构成实质性相似，这取决于鉴定者的主观判断。2008年11月20日，發電廠樂團说服德国联邦最高法院，确认哪怕“最小的声音片段”（德語：Tonfetzen）也是“可以被版权保护的”（英語：copyrightable），所以几个小节的鼓点节奏使用也属侵权。
有一种音乐抄袭被称为“潜忆抄袭”（无意识抄袭），即作曲者在潜意识里记住了曾经听到过的旋律，并在创作时用到了自己的歌曲中。这在美国法院可以成为豁免的理由。此理由在中华人民共和国、英国、加拿大等国的法院不受认可。

### 中华人民共和国
中华人民共和国《知识产权法》《著作权法》中没有对“抄袭”的定义，也没有相关法律对音乐抄袭方式加以界定。法院在审理相关案件时，往往需要依赖具有专业知识的个人或单位，如中国音乐家协会、中国音乐著作权协会等具备一定官方背景的民间组织，但不同的鉴定机构适用的认定标准也各不相同，所以鉴定结果也不同。现存的法律规范不完善、缺乏统一的鉴定机构等问题导致司法实践中难以明确认定音乐抄袭。
由于网络歌曲的急剧增长，发生的侵权事件也相对较多。歌曲抄袭的话题在网络上引发很大讨论，但大众往往以自己的主观听感来指认歌曲抄袭，而这并不能作为判定抄袭的标准。

## 文学作品中抄襲的定義
小說故事情節相同，是不是就屬於著作權的侵害，必須個案認定，其中涉及「實質相同」及「接觸可能」等之認定。即後創作者之著作與前創作者之著作在內容上是否「實質相同」，後創作者有無接觸前創作者著作之可能等等。

中华人民共和国國家版權局則指出：

一、著作权法所称抄袭、剽窃，是同一概念（为简略起见，以下统称抄袭），指将他人作品或者作品的片段窃为己有。抄袭侵权与其他侵权行为一样，需具备四个要件：第一，行为具有违法性；第二，有损害的客观事实存在；第三，和损害事实有因果关系；第四，行为人有过错。由于抄袭物需发表才产生侵权后果，即有损害的客观事实，所以通常在认定抄袭时都指经发表的抄袭物。因此，更准确的说法应是，抄袭指将他人作品或者作品的片段窃为己有发表。

二、从抄袭的形式看，有原封不动或者基本原封不动地复制他人作品的行为，也有经改头换面后将他人受著作权保护的独创成份窃为己有的行为，前者在著作权执法领域被称为低级抄袭，后者被称为高级抄袭。低级抄袭的认定比较容易。高级抄袭需经过认真辨别，甚至需经过专家鉴定后方能认定。在著作权执法方面常遇到的高级抄袭有：改变作品的类型将他人创作的作品当作自己独立创作的作品，例如将小说改成电影；不改变作品的类型，但是利用作品中受著作权保护的成分并改变作品的具体表现形式，将他人创作的作品当作自己独立创作的作品，例如利用他人创作的电视剧本原创的情节、内容，经过改头换面后当作自己独立创作的电视剧本。

三、如上所述，著作权侵权同其他民事权利一样，需具备四个要件，其中，行为人的过错包括故意和过失。这一原则也同样适用于对抄袭侵权的认定，而不论主观上是否有将他人之作当作自己之作的故意。 

四、对抄袭的认定，也不以是否使用他人作品的全部还是部分、是否得到外界的好评、是否构成抄袭物的主要或者实质部分为转移。凡构成上述要件的，均应认为属于抄袭。

在沈西城抄襲田中芳樹的事件的報導中指出：

要判斷一套作品是否抄襲，判斷的基本條件是：

一、證明被告有合理機會接觸原告著作；

二、兩者的相似程度，尤其是內容的實質部份相同之處的比率。其中尤以後者最為重要。若相同的部份愈多，抄襲的嫌疑便愈高。
而實質內容相似可分質與量之觀點，其中又以「質」重於「量」。固然相似的內容數量愈多，愈能證明被告抄襲，惟著作權法並不要求百分百的量的抄襲。只要內容整體相似，甚至只是原著中的精粹部份被抄襲，即使那部份僅佔原作極小的比率，亦足以構成抄襲罪行。而實質相似亦不限於文字成份，還包括原著作的人物、故事佈局、事件次序、劇情細節等非文字性部分，相似的部份愈多，抄襲的嫌疑相對亦愈高。 

## 推理作品中抄襲的定義
在推理文學、影視、漫畫等作品中，同一個詭計、手法往往可以以不同的形式呈現（如密室）。因此通常要界定一个作品是否有抄袭是要比普通文学作品还要困难（如一個作品抄襲多部作品的“拼接式”高级抄袭）。一般來說，一個情節或一個手法相同都能被硬叫成借典或雷同。在基於文学作品中抄襲的定義的基礎上還可進一步通過以下幾點可以用來判斷是否有抄襲：
1. 情節和手法都与另一作品相同。
2. 同一個作品中，至少有2個手法与另一作品相同。

上面2點其中又以「質」重於「量」。固然相似的內容數量愈多，愈能證明被告抄襲。

### 抄襲的例子
1. 《深瞳》 一部完全抄袭日本推理漫画《金田一少年之事件簿》的電視作品。[26]
2. 《少年包青天》 一部拼接式抄袭多部日本推理漫画的電視作品。[27]
3. 《刑事偵緝檔案系列》整個系列抄襲多個日本推理小說。
4. 《方謬神探》 第24～25集抄袭推理漫画《金田一少年之事件簿》的絞首學園殺人事件。
5. 《刀塔傳奇》 手機遊戲抄袭知名線上遊戲《魔獸世界》的人物設定。

### 非抄襲的例子
1. 《古畑任三郎》 一部模仿《Columbo》的電視作品，其案情手法都屬原創。
2. 《談情說案》是因《神探伽俐略》在港爆紅而開拍的一部模仿電視作品，但其案情手法都屬原創。[28]
3. 《密室之不可告人》一部借典《東方快車謀殺案》的電影作品，其手法過於普遍。
4. 《霹靂MIT》 整部作品的大綱与《偵探學院Q》相似。

### 難以定義的例子
無法判斷的例子，可能純屬巧合。
1. 方謬神探 整個作品大綱与日剧银狼怪奇事件簿相似，圓圓的空白“死前留言”可能抄襲《古畑任三郎》的第一集。
2. 占星術殺人事件 作品中，分屍的手法可能來自岡戸武平的短篇小說五体积木（日語：五体の積木）。
3. 雖然神魔在5.0音樂參考東方Project音樂，但另一個懷疑抄襲風波就是神魔之塔玩法較為相似龍族拼圖，但是近來神魔之塔角色和玩法和龍族拼圖有分別，所以是不是抄襲，很難判定。

### 引用
1. ↑  .   [2013-06-23]. （原始内容存档于2015-06-23）.
2. ↑  Lynch (2002)
3. ↑  . 法規共用系統.   [2022-10-14]. （原始内容存档于2022-10-22）.
4. ↑  . Apple Daily 蘋果日報.   [2018-03-03]. （原始内容存档于2019-05-02）.
5. ↑  . 香港討論區.   [2019-08-16]. （原始内容存档于2021-02-08） （中文（香港））.
6. ↑  .   [2023-06-27]. （原始内容存档于2023-06-28）.
7. 1 2 3  . 香港01. 2018-01-29  [2018-06-25]. （原始内容存档于2020-11-02）.
8. 1 2  . 橙新聞. 2018-01-29  [2018-06-25]. （原始内容存档于2020-04-26）.
9. ↑  Dellavalle, Robert P.; Banks, Marcus A.; Ellis, Jeffrey I. . Journal of the American Academy of Dermatology. September 2007, 57 (3): 527. PMC 2679117 . PMID 17707155. doi:10.1016/j.jaad.2007.05.018.
10. ↑  Hexham, Irving. . UCalgary.ca. 2005  [2025-02-26]. （原始内容存档于2009-11-30）.
11. ↑  .   [2018-06-21]. （原始内容存档于2018-06-16）.
12. ↑  Rebecca Attwood. "Allow me to rephrase, and boost my tally of articles" （页面存档备份，存于）. Times Higher Education. 3 July 2008.
13. ↑  .   [4 November 2019]. （原始内容存档于2020-08-11）.
14. ↑  Samuelson, Pamela.  (PDF). Communications of the ACM. August 1994, 37 (8): 21–5  [2025-02-26]. S2CID 38941150. doi:10.1145/179606.179731. （原始内容存档 (PDF)于2025-03-11）.
15. ↑  . 2007-11-26  [2025-02-26]. （原始内容存档于2025-03-11）.
16. 1 2  张嘉丽 朱雨佳 常成龙. .   [2023-01-23]. （原始内容存档于2023-01-23）.
17. 1 2  . 人民网. 中国知识产权报. 2017-09-04  [2023-01-23]. （原始内容存档于2021-10-26）.
18. ↑  . Journal of the Copyright Society. 2009, 56: 1017  [2016-02-24]. （原始内容存档于2020-10-01）.
19. ↑  国家知识产权战略网. . 2015-06-03  [2016-02-24]. （原始内容存档于2018-09-30）.
20. ↑  . 新京报. 2017-05-18  [2023-01-23]. （原始内容存档于2023-01-23）.
21. ↑  徐语杨. . 新浪.   [2023-01-23] –封面新闻.[]
22. ↑  .   [2012-02-15]. （原始内容存档于2014-09-12） （中文（臺灣））.
23. ↑  .   [2013-03-25]. （原始内容存档于2019-05-02） （中文（中国大陆））.
24. ↑  .   [2012-02-13]. （原始内容存档于2018-10-07） （中文（中国大陆））.
25. ↑  .   [2012-02-13]. （原始内容存档于2020-08-04） （中文（中国大陆））.
26. ↑  .   [2007-11-30]. （原始内容存档于2008-03-13）.
27. ↑  .   [2013-03-25]. （原始内容存档于2017-08-16）.
28. ↑  .   [2013-03-25]. （原始内容存档于2016-03-05）.

## 外部連結
- 北大新京报2004-08-04：英语系一副教授因学术剽窃行为被解聘
- 中國時報2009-11-19：蘇打綠主唱吳青峰抄襲獲獎被追回獎金